# 비버 전쟁

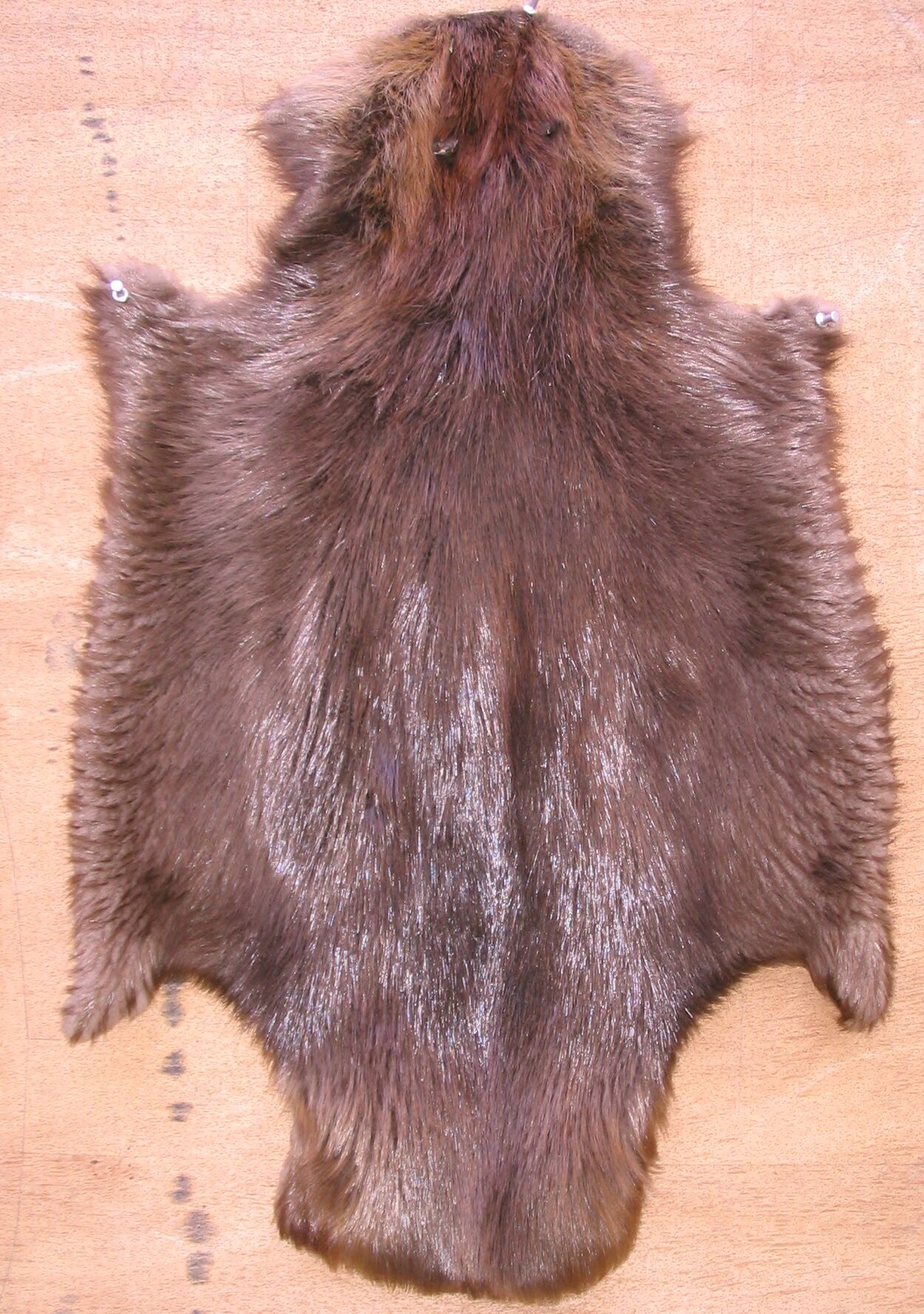
비버 가죽. 모피들 가운데에서도 특히 비버의 모피가 귀하여 분쟁 원인의 일부가 되었으므로 전쟁의 이름으로도 불릴 수 있게 되었다.

비버 전쟁(Beaver Wars), 프랑스와 이로쿼이족의 전쟁(French and Iroquois Wars), 이로쿼이족 전쟁(Iroquois Wars)은 17세기 중반에 북아메리카 동부에서 싸운 일련의 잔인한 전투를 가리키는 말이다. 이로쿼이족은 부족의 영토를 넓힐 것을 요구하였으며 유럽 시장과 서부의 오대호 지방의 부족들끼리 모피를 비롯한 무역을 독점하려고 하였다. 이 분쟁으로 인해 이로쿼이 연방의 민족끼리 싸움이 일자 오대호 지역에서 알곤킨어로 대화하는 부족 대부분을 모호크족이 지배하게 되었다.
이 전쟁은 극도로 잔인하였으며 북아메리카의 역사 속에서 가장 피 튀기는 전투 가운데 하나로 여기고 있다. 그 결과, 이로쿼이족의 영토 확장은 휴론족, 뉴트럴족, 에리족, 사스케하노크족을 비롯한 몇몇의 큰 부족 동맹을 파괴하였으며 다른 동부 부족을 미시시피강 서부로 쫓아냈다. 이 사건으로 북아메리카의 부족의 지도가 바뀌게 되었다. 오하이오 영토와 미시간 로어반도는 이로쿼이족 전사들에게서 빠져나와 서쪽으로 이동하였으므로 실질적으로 원래 거주하였던 민족은 없어지게 되었다. (머지 않아 오하이오족 사람들이 돌아왔으나 일반적으로 다민족 공화국이며 개개의 순혈 종족은 아니었다.)
알곤킨과 이로쿼이 사회는 이 전쟁으로 큰 혼란 상태에 빠졌다. 이 분쟁으로 뉴 네덜란드 식민지의 네덜란드 사람과 이로쿼이족 사이의 동맹이 깨지면서 영국의 침입에 대항하여 프랑스가 이로쿼이족과의 동맹을 요구하는 사태가 벌어졌다. 끝내 이로쿼이족이 영국의 교역 상대가 되었으며 나중에 영국의 확장에 중요한 도움이 되었다.

## 전쟁의 기원
전쟁의 기원에 대한 기록은 1540년대에 자크 카르티에가 세인트 로렌스 골짜기를 항해한 것을 시작으로 하고 있다. 카르티에는 세인트 로렌스 이로쿼이족과 만나, 스타다코나(Stadacona)와 호첼라가(Hochelaga)를 비롯한 몇몇의 요새 마을을 점령하였다고 카르티에가 기록하고 있다. 또, 카르티에는 스타다코난족이 작년에 그 요새 마을을 습격하여 200명의 사람을 죽인 토우다만(Toudaman)족으로 알려진 다른 종족과 전쟁을 하고 있었다고 기록하였다. 유럽 대륙에서의 전쟁이나 정책 때문에 프랑스가 벌이려는 세인트 로렌스 계곡의 식민지화는 17세기 초반까지 아무런 진척도 보이지 않았다. 프랑스 사람들이 돌아오자, "스타다코나"와 "호첼라가" 두 곳의 지역들이 버려진 채로 낯선 적에게 완전히 파괴되고 있는 것을 발견하여 놀라움을 감추지 못했다.
어떠한 역사가들은 스타다코나와 호첼라가의 파괴에 대해 이로쿼이 연방을 이야기해 왔지만 이를 뒷받침하는 증거는 거의 없다. 예수회의 보고서인 예수회의 관계에 실린 이로쿼이의 구전은 사스케하노크족, 알곤킨족의 동맹과 모호크 이로쿼이족끼리 1580년대부터 1600년까지 사소한 전투를 이야기하고 있다. 그러므로 프랑스 사람들이 1601년에 이 지역에 다시 나타났을 때, 세인트 로렌스 계곡은 여러 세대에 걸쳐 혈족끼리 오랫동안 결렬히 전투를 이어왔다고 볼 수 있다. 사실 사무엘 드 샹플랭(Samuel de Champlain)이 세인트로렌스강의 타두삭(Tadoussac)에 상륙했을 때 그와 그의 프랑스 모험가 집단은 그 자리에서 몽타내족(Montagnais), 알곤킨족, 휴런족에게 신병으로 잡혀갔으며 그 부족들의 적들과 싸우는 데 도움을 주었다.
1603년 이전에 샹플랭은 이로쿼이족에 대항하기 위한 공격적인 동맹을 형성하였다. 이에 대한 원칙은 상업적이었으며 캐나다의 인디언들은 프랑스에게 모피들을 제공하는 원천이 되었고 이로쿼이족들은 이 무역을 간섭하였다. 샹플랭이 1609년에 처음 전쟁을 시작하였다. 그는 "나는 전쟁을 일으킬 의도는 없었다"고 기록하였다. 샹플랭 혼자만 화승총으로 이로쿼이족의 추장 세 명을 죽였다. 1610년에 샹플랭 부대가 알곤킨족과 휴런족을 도와 이로쿼이족의 급습부대를 물리쳤다. 1615년에 샴플레인은 휴론족 습격대에 참가하여 이로쿼이족의 취락을 침략하였지만 장기간의 공격은 끝내 실패로 끝나 샴플레인은 부상을 당하였다.
그러나 1630년대까지 이로쿼이족은 네덜란드인과의 교역으로 얻은 유럽의 무기로 무장하여 화승총을 취급하는 데 익숙해졌으며 알곤킨족, 휴런족을 비롯한 다른 전통 적들과의 전쟁에 효과적이었다. 한편 프랑스 사람은 동맹 종족에 대한 화기를 교역하는 것을 금하고 있었지만 기독교로 개종한 사람에 대한 선물로 화승총을 이따금 제공하는 일이 있었다. 이로쿼이족의 첫 공격 목표는 전통 종족인 알곤킨족, 모히칸족, 몽타내족, 휴런족이었지만 이러한 종족들과 프랑스와 동맹한 것 때문에 이로쿼이족은 유럽으로부터의 식민지 개척자들과 격렬하고 참혹한 싸움에 돌입하였다.
1620년대에 네덜란드인이 허드슨 계곡에 교역 거점을 마련하는 바람에 이로쿼이족, 특히 모호크 이로쿼이족은 무기나 다른 유럽 물품을 구입하기 위해 교역에 의지하였다. 그러나 총이 도입됨에 따라 비버의 개체 수가 줄면서 1640년 즈음에는 허드슨 계곡에서 거의 찾아볼 수 없게 되었다. 이로써 교역의 중심은 보다 추운 북쪽에 있는 세인트로렌스 강가 쪽으로 옮겨지게 되었다. 이 지역은 프랑스 사람들과 밀접한 교역을 하던 휴런족이 지배하고 있었다. 이로쿼이족 사람들은 스스로 그 지역에서 가장 문명화된 민족이라고 생각하고 있었지만 모피 교역 분야에서 다른 민족에게 지고 있다는 것을 깨달았다. 역병으로 인구가 줄어드는 것을 무서워했던 이로쿼이족은 지배 지역을 확대를 위한 공격적인 움직임에 돌입하였다.

## 참고 자료
- Jennings, Francis, The Ambiguous Iroquois Empire, 1984, ISBN 0-393-01719-2

### 서적 인용
- Salvucci, Claudio R. and Anthony P. Schiavo, Jr. (2003). 《Iroquois Wars II: Excerpts from the Jesuit Relations and Other Primary Sources》. Bristol, PA: Evolution Publishing. ISBN 1-889758-34-5.
- Schiavo, Jr., Anthony P. and Claudio R. Salvucci (2003). 《Iroquois Wars I: Excerpts from the Jesuit Relations and Primary Sources 1535-1650》. Bristol, PA: Evolution Publishing. ISBN 1-889758-37-X.